# Mậu Danh
Mậu Danh (tiếng Trung: 茂名; bính âm: Màomíng) là một thành phố trực thuộc tỉnh ở Tây Nam của tỉnh Quảng Đông, Cộng hòa Nhân dân Trung Hoa. Mậu Danh giáp Vân Phù phía Đông Bắc, Dương Giang về phía Đông, Trạm Giang về phía Tây Nam và khu tự trị Quảng Tây về phía Tây Bắc, và nhìn ra Biển Đông về phía Nam.

## Hành chính
Địa cấp thị Mậu Danh quản lý 5 đơn vị cấp huyện, bao gồm 2 khu, 1 thành phố cấp phó địa, 2 thành phố cấp huyện.
- Quận Mậu Nam (茂南区)
- Quận Điện Bạch (电白县)
- Thành phố cấp phó địa Cao Châu (高州市)
- Thành phố cấp huyện Tín Nghi (信宜市)
- Thành phố cấp huyện Hóa Châu (化州市)

## Ngôn ngữ và văn hóa
Phương ngữ Mậu Danh của tiếng Quảng Đông, thuộc nhóm các phương ngữ Gaoyang là ngôn ngữ được sử dụng ở đây.